# Eritrichium echinocaryum
Eritrichium echinocaryum är en strävbladig växtart som först beskrevs av Ivan Murray Johnston, och fick sitt nu gällande namn av Yong Yung Shan Lian och J. Q. Wang. Eritrichium echinocaryum ingår i släktet Eritrichium och familjen strävbladiga växter. Inga underarter finns listade i Catalogue of Life.